# Kurt Lindig

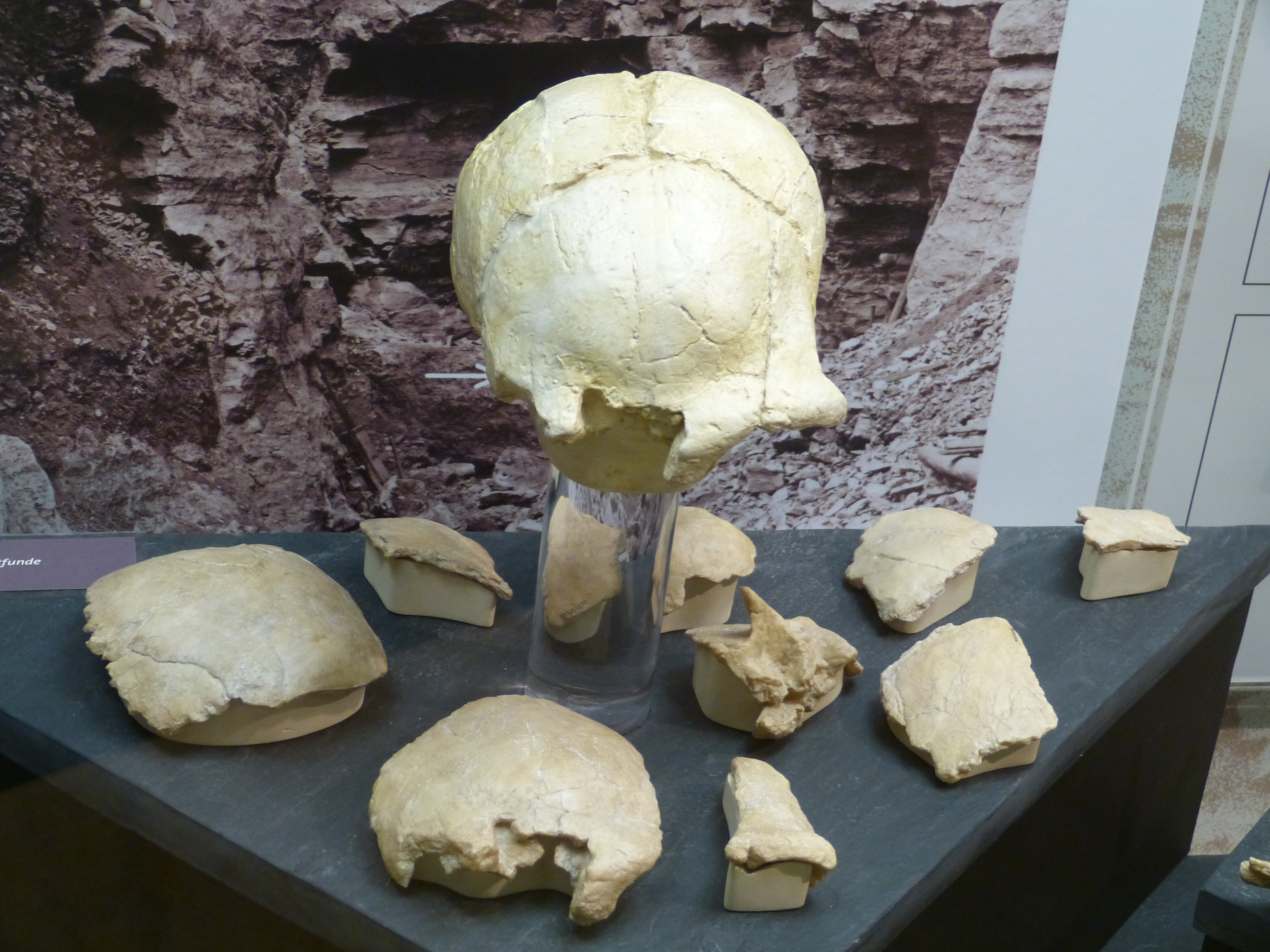
Reste der Ehringsdorfer „Urmenschen“, Museum für Ur- und Frühgeschichte Thüringens, Weimar

Kurt Lindig (geb. 30. Juni 1898 in Weimar; gest. 10. Oktober 1957 ebenda) war ein deutscher Präparator.

## Leben
Von 1919 an war er Präparator am Museum für Ur- und Frühgeschichte Thüringens. Bekannt wurde seine 1925 erfolgte mustergültige Freilegung des Ehringsdorfer Schädels aus dem diesen umhüllenden Travertin, die er zusammen mit seinem Vater Ernst Lindig vollzog. Er war maßgeblich an der Präparation des Ehringsdorfer Fossilien beteiligt. Er vollzog auch eine erste Rekonstruktion des Ehringsdorfer Urmenschen, die im Museumsbestand allerdings seit seinem Ausscheiden in den 1950er Jahren nicht mehr auffindbar ist. Lindig schrieb auch über diesen Fund eine Dokumentation. Er und sein Vater werteten den Fund der Schädelkalotte als „Neandertaler“.
Sein Grab befindet sich auf dem Hauptfriedhof in Weimar.

## Ehrungen
In Ehringsdorf gibt es seit 2016 einen Ernst- und Kurt-Lindig-Weg unweit der Fundstelle des Ehringsdorfer Urmenschen.